# Асмарал
Асмарал е руски футболен клуб от Москва, съществувал през 90-те години на XX век. Основан от иракския бизнесмен Хусам Ал-Халиди, това е първият частен клуб в Русия. През 1992 и 1993 г. се състезава в Руска Висша Дивизия. За състава на Асмарал са играли футболисти като Юрий Гаврилов, Сергей Семак и Александър Точилин. Известни треньори на тима са Владимир Федотов и Константин Бесков.
Клубните цветове са оранжево и синьо.

## История
През 1990 г. иракският бизнесмен Хусам Ал-Халиди купува сателитния тим на Спартак Москва Красная Пресня, играеш във Втора лига на СССР. Ал-Халили преиуменува тима на Асмарал, което е съкращение от името на трите му деца - Асил, Мариам и Алан. Първият треньор на новия тим е Владимир Федотов. Под негово ръководство Асмарал печели Втора нисша лига, което е четвърто ниво на съветския футбол. През 1991 г. начело на отбора застава знаменитият Константин Бесков, архитект на стила на игра на Спартак Москва през 80-те години. В състава е привлечен Юрий Гаврилов – една от звездите на „червено-белите“ от времето на Бесков.
Асмарал печели Втора лига през 1991 г., а след разпадането на СССР получава право да играе в новосъздадената Руска Висша Дивизия. Главните звезди на тима по това време са Кирил Рибаков и Денис Клюев, а „оранжевите“ заемат престижната 7-а позиция в края на сезона. Условията, предлагани от Ал-Халиди са добри, колкото и в грандовете ЦСКА и Спартак. Политиката на клуба обаче е ориентирана към младите футболисти и така клубът дава развитие на имена като Сергей Семак, Александър Точилин и Ансар Аюпов.
През 1993 г. Асмарал изпада от Висшата дивизия. В средата на 90-те години клубът започва да крета по долните дивизии, отделно и бизнесът на Ал-Халиди фалира и бизнесменът не може да осигури финансиране на тима. В състава все повече започват да играят непрофесионални футболисти, което повлиява на качеството на игра. През 1999 г. Асмарал е разформирован и изваден от шампионата на КФК – аматьорската лига на Русия.
Официално дружеството Асмарал фалира през 2003 г. Хусам Ал-Халиди изчезва безследно. Според някои източници иракчанинът е бил убит през 2005 г. на границата със Сирия.

## Известни футболисти
- Юрий Гаврилов
- Сергей Семак
- Александър Точилин
- Денис Клюев
- Кирил Рибаков
- Ансар Аюпов
- Сергей Мамчур